# Taeniolabis
Taeniolabis je rod vyhynulých savců z řádu Multituberculata, který žil v paleocénu v Severní Americe.
Byl největším známým multituberkulátem: dorůstal délky přes jeden metr (z toho 16 cm tvořila lebka) a mohl vážit přes třicet kilogramů. Vzhledem a způsobem života připomínal kapybaru. Byl jedním z prvních živočichů, kteří se objevili po vymírání na konci křídy. Jeho potravu tvořily převážně luštěniny.
Rod popsal v roce 1882 Edward Drinker Cope.

## Druhy
- †T. lamberti Simmons, 1987
- †T. taoensis Cope, 1882
- †T. scalper Cope, 1884